# Aleurocanthus froggatti
Aleurocanthus froggatti là một loài côn trùng cánh nửa trong họ Aleyrodidae, phân họ Aleyrodinae.
Aleurocanthus froggatti được Martin miêu tả khoa học đầu tiên năm 1999.